# 梅鲁族
梅鲁族（Meru 或 Amîîrú），是主要居住在肯尼亚梅鲁地区的班圖人的一支。他们讲Kimîîru语。
肯尼亚的梅鲁人与其近邻坦桑尼亚当地的瓦梅鲁（Wameru）人不是一支。